# Panevropská unie
Panevropská unie, něm. Paneuropa-Union, je nejstarší, doposud existující, hnutí za sjednocení starého kontinentu. Zastává myšlenku politického a hospodářského sjednocení evropských národů na demokratických a přátelských základech. Myšlenkový obsah tohoto hnutí formuloval Richard hrabě Coudenhove-Kalergi na svém panství Poběžovice na Domažlicku. Samotná Panevropská unie pak byla hrabětem Coudenhove-Kalergim založena roku 1922, respektive 1923, jako přímá reakce na hrůzy první světové války a rozpadu Rakousko-Uherska.
Mezi historické členy Panevropské unie patřili mimo jiné Albert Einstein, Thomas Mann, Edvard Beneš, Franz Werfel, Salvador de Madariaga, Otto von Habsburg, Charles de Gaulle, Aristide Briand, Konrad Adenauer, Franz Josef Strauss, Bruno Kreisky či Georges Pompidou. Od roku 1933 byla Panevropská unie v nacistickém Německu zakázána, po skončení druhé světové války byla v Západním Německu opět obnovena.
Prezidentem Mezinárodní Panevropské unie se po smrti Coudenhove-Kalergiho stal Otto von Habsburg, který tuto funkci zastával v letech 1972–2004. Po svém odstoupení zůstal až do své smrti v létě roku 2011 mezinárodním čestným prezidentem. Jejím novým vrcholným představitelem byl od roku 2004 prezident francouzské frakce Panevropské unie, Alain Terrenoire. Ten na konci roku 2024 rezignoval a 14. února 2025 byl novým mezinárodním prezidentem zvolen bývalý chorvatský ministr vědy a školství a prezident Chorvatské Panevropské unie Pavo Barišić. Alain Terrenoire se stal mezinárodním čestným prezidentem.
Od roku 1975 existuje též dceřiná organizace mládeže, Panevropská mládež.

## Historie a činnost

### Vznik a meziválečné období

Vlajka Panevropské unie, když byla v roce 1922 založena

Sdružení bylo založeno v roce 1922 Richardem Coudenhove-Kalergim v návaznosti na hrůzy první světové války. V roce 1923 obsadila Porúří francouzská a belgická vojska. Podnikatelé se zájmem o Evropu podpořili Panevropskou unii jako opatření k deeskalaci. První daroval německý bankéř Max M. Warburg. Za účelem poskytování pravidelného financování byla založena panevropská finanční společnost pod vedením Roberta Bosche. V představenstvu byl i generální ředitel Deutsche Linoleum-Werke Richard Heilner, člen dozorčí rady IG Farbenindustrie, Wilhelm Ferdinand Kalle a Hermann Bucher, jednatel Říšského svazu německého průmyslu a pozdější člen představenstva AEG.
Coudenhove-Kalergi svou knihou Pan-Europe z roku 1923 zahájil vlnu zakládání sítí pro evropské porozumění (např. Panevropské hnutí, Asociace pro evropské porozumění). Vyzval k evropské Monroeově doktríně v duchu „Evropa pro Evropany!“. Coudenhove-Kalergi založil v roce 1924 časopis Pan-Europa a založil spolek, pro který mu rakouský kancléř Ignaz Seipel poskytl na přímluvu československého prezidenta Tomáše Garrigue Masaryka prostory ve vídeňském Hofburgu. V roce 1927 byl pod záštitou Panevropské unie vytvořen „Německo-francouzský hospodářský výbor“ z podnikatelů z obou zemí, kteří se spojili s cílem hospodářské evropské obnovy.

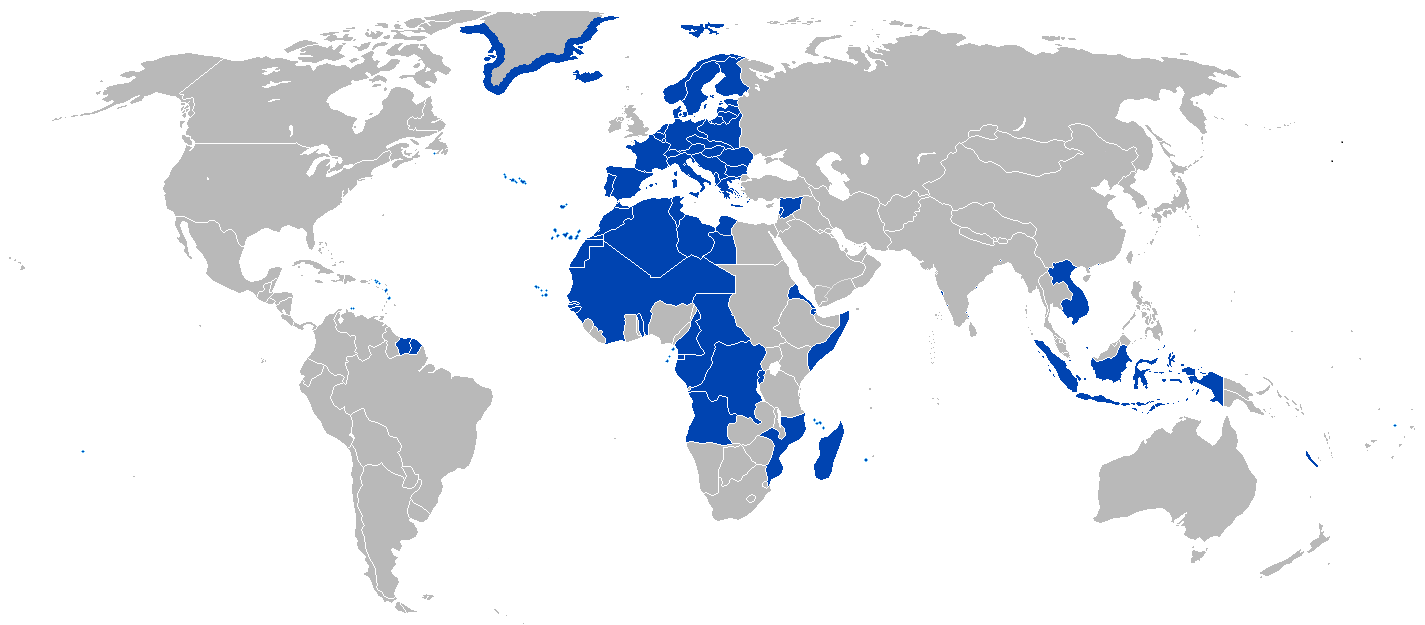
Panevropa podle Coudenhove-Kalergiho (1924)

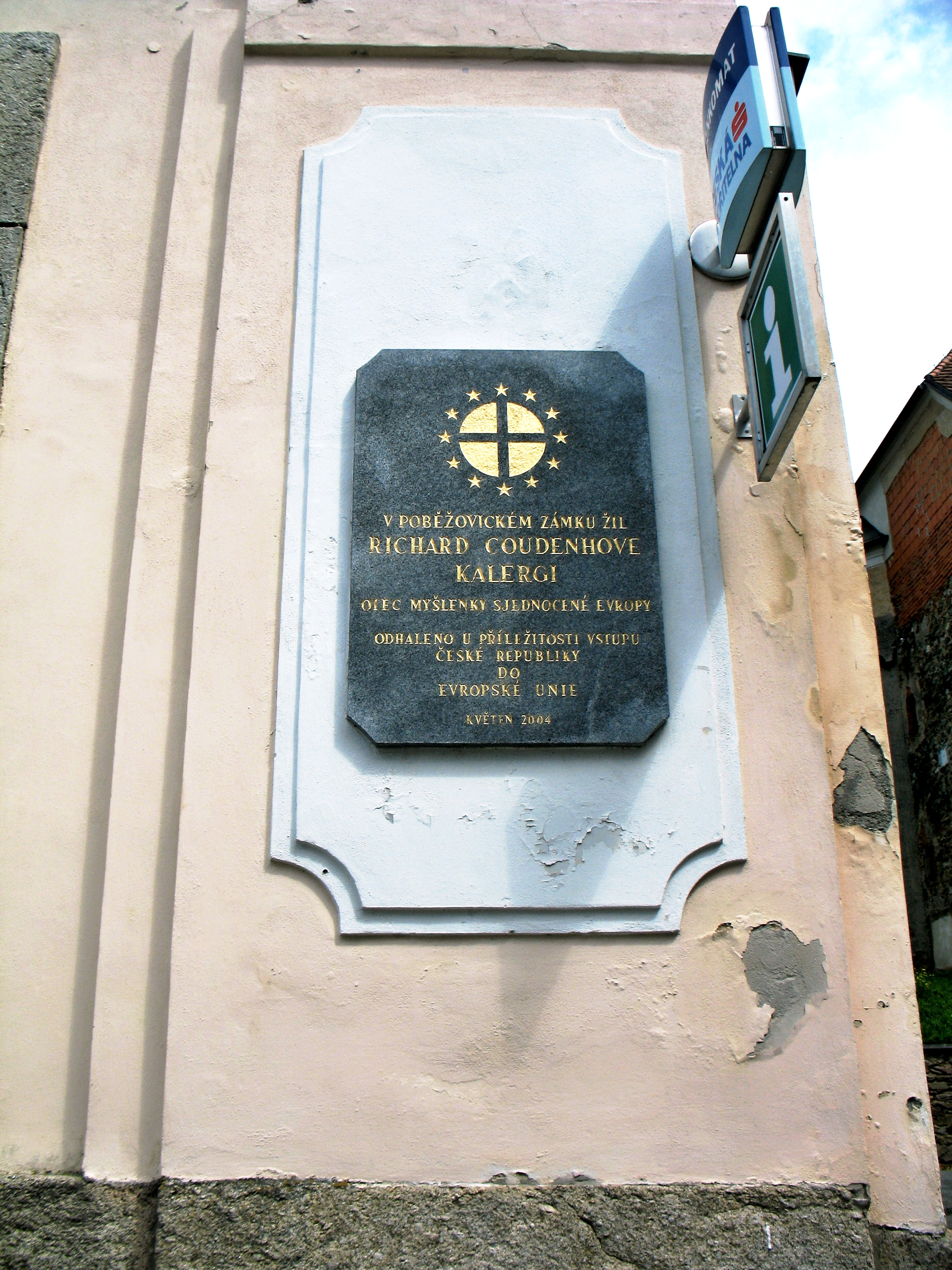
Pamětní deska, připomínající hraběte Richarda Coudenhove-Kalergiho a jeho myšlenku Panevropské unie, instalovaná u příležitosti vstupu ČR do Evropské unie v poběžovickém zámku

Německý ministr zahraničí Gustav Stresemann podpořil myšlenku Panevropy stejně jako francouzský premiér Aristide Briand. K pozdějším podporovatelům patřili Winston Churchill, Robert Schuman a Konrad Adenauer. Rakouská sekce, která byla aktivně podporována poskytováním zdrojů, byla tehdy vedena Karlem Rennerem a Ignazem Seipelem. Albert Einstein a Thomas Mann jako zastánci Panevropské unie obhajovali již v roce 1925 vytvoření Spojených států evropských. Dalšími propagátory a podporovateli byli Carl Bosch, Benedetto Croce, Sigmund Freud, Gerhart Hauptmann, Hugo von Hofmannsthal, Selma Lagerlöf, Ortega y Gasset, Max Reinhardt, Rainer Maria Rilke, Arthur Schnitzler, Richard Strauss, Franz Werfel a Stefan Zweig. Stejně jako historičtí členové a příznivci Salvador de Madariaga,Charles de Gaulle, Konrad Adenauer, Alfons Goppel, Franz Josef Strauss, Bruno Kreisky a Georges Pompidou. Na rozdíl od „Výboru pro společenství evropských národů“ založeného v roce 1924 představovala panevropská myšlenka sjednocení Evropy bez Velké Británie a SSSR. Podle Karla Poppera v té době, po zhroucení starých pořádků po první světové válce, bojovali proti vzestupu úzkoprsého tribalismu a totalitarismu liberální internacionalisté. V roce 1926 vznikly v Budapešti a ve Varšavě národní celoevropské výbory za účasti četných intelektuálů.

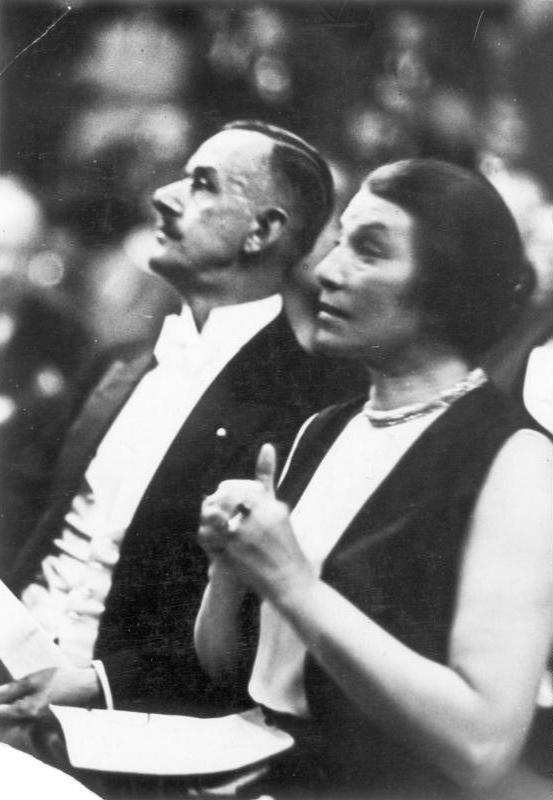
Thomas Mann a Ida Roland-Coudenhove-Kalergi na druhém kongresu Panevropské unie

Ve dnech 3. až 6. října 1926 se ve Vídni konal první Panevropský kongres. Tohoto setkání se zúčastnilo přibližně 2000 delegátů z 24 zemí. Delegáti zvolili Coudenhove-Kalergiho předsedou Unie. Čestné předsednictvo tvořili Edvard Beneš, Joseph Caillaux, Paul Löbe, Francesco Nitti, Nicolaos Politis a Ignaz Seipel. Na tomto kongresu Coudenhove-Kalergi představil svůj politický program: odstranění hranic mezi evropskými státy, vytvoření evropské federace států, rovná práva a porozumění mezi národy jako předpoklad míru, svobody a prosperity. V roce 1927 se panevropskou myšlenkou podrobně zabýval Ludwig von Mises, který souhlasně uvítal konfederaci států, ale odmítl celní bariéry a jakoukoli evropskou světovou mocenskou politiku.
V Německu nalezla celoevropská myšlenka svůj nejdůležitější základ ve stranách výmarské koalice, ale na veřejnosti se nikdy netěšila většině. V roce 1930 se konal druhý Panevropský kongres v Berlíně, v roce 1932 v Basileji a v roce 1935 v Lucernu, přičemž většina vlád a médií hodnotila Panevropské hnutí velmi pozitivně. Ve Francii to byli především levicoví liberální radikálové v čele s Edouardem Herriotem, kteří tento koncept podporovali. Změna iniciovaná Herriotem, rovněž pod vlivem panevropské myšlenky, vedla v říjnu 1925 k uzavření Locarnských smluv pod vedením Aristida Brianda. Za zmínku také stojí, že většina panevropanů v obou zemích upřednostňovala členství Británie v rodících se Spojených státech evropských. Ve Velké Británii však byla odezva velmi utlumená. Na rozdíl od Francie a Německa se celoevropský nápad nedostal ani na titulní stránku novin ve Spojeném království. V roce 1935 se ve Vídni konal další Panevropský kongres, kde se diskutovalo o možnosti obranného bloku nebo dunajské Evropy. Federace států nikdy nevznikla, ale Coudenhove-Kalergi neustále varoval před nacionálním socialismem, antisemitismem a bolševismem a napadal jejich postoje.

### Panevropské hnutí za nacismu
Nacisté, kteří zakladatele Panevropského hnutí Richarda Mikuláše Coudenhove-Kalergiho podle své ideologie označovali za rasového „křížence“ a také ho na základě politického obsahu jeho spisů roku 1938 donutili opustit vlast, Panevropskou unii roku 1933 zakázali. Na jedné straně rétorika jejích kritiků spočívala v tom, že spojení evropských států by vedlo ke smíchání ras. Na druhé straně byly požadavky Panevropanů škodlivé pro jejich nacionalistické představy a válečně-štvavou nepřátelskou propagandu.

### Politika po roce 1945

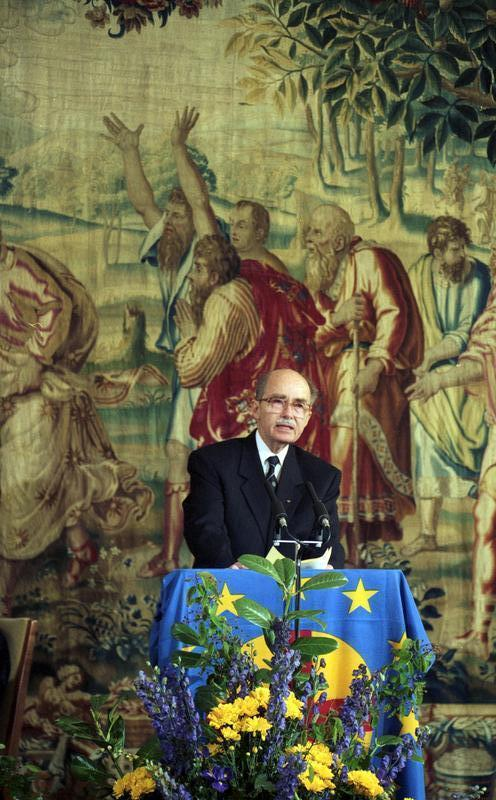
Otto von Habsburg jako řečník u příležitosti propůjčení vyznamenání Panevropské unie německému kancléři Helmutu Kohlovi v roce 1991

Po druhé světové válce Panevropská unie aktivně podporovala evropskou integraci. Zároveň kritizovala jednostrannou ekonomickou orientaci a technokratický funkcionalismus rozvíjejících se institucí. Křesťansko-konzervativní profil panevropanů je také odlišoval od ostatních proevropských organizací. Churchill ve svém často citovaném projevu v Curychu v roce 1946 uvedl panevropskou myšlenku jako vzor a obhajoval evropskou konfederaci států. Coudenhove-Kalergi založil Evropskou parlamentní unii v roce 1947 jako vedlejší produkt k Panevropské unii, která v roce 1949 při vzniku Rady Evropy prosadila ustavení Parlamentního shromáždění. S tím se zrodil evropský parlamentarismus. V roce 1965 došlo k rozchodu s Evropským hnutím, když se během francouzské prezidentské volební kampaně otevřeně vyslovilo ve prospěch socialistického vyzyvatele Françoise Mitterranda, zatímco Panevropská unie podporovala konzervativce Charlese de Gaulla.

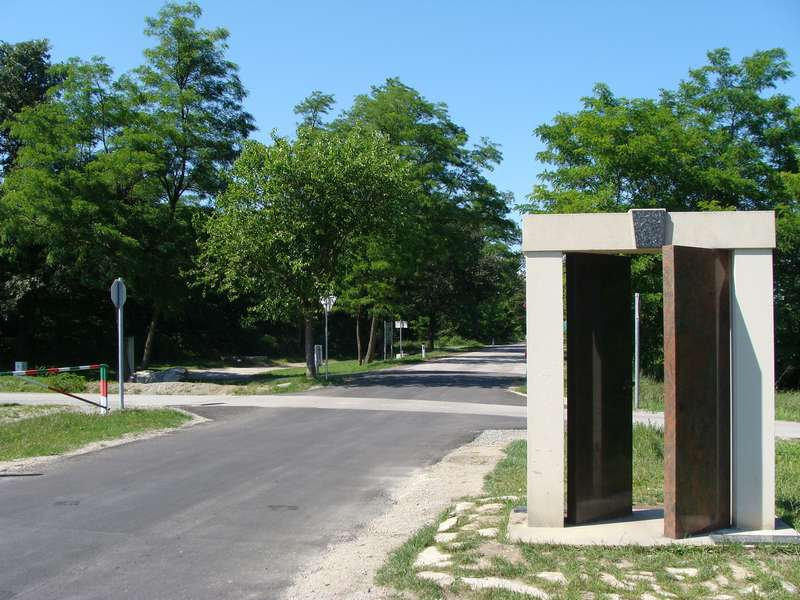
Rakousko-maďarský hraniční přechod, kde se v roce 1989 konal Panevropský piknik

Od roku 1972 byl prezidentem spolku Otto von Habsburg. Úspěšně přetavil v organizaci, která udělala téma ze střední Evropy, která byla „zapomenuta“ v konfliktu mezi Východem a Západem. V roce 1975 založil Bernd Posselt Panevropskou mládež Německo; jejím současným předsedou je Franziskus Posselt. Habsburg a Panevropská unie podporovaly spolupráci na obou stranách železné opony a navázaly kontakty s organizacemi pro lidská práva, jako byl polský odborový svaz Solidarita nebo československá iniciativa Charta 77 a církevních institucí v Polsku, Maďarsku, tehdejší Jugoslávii a Československu a v pobaltských státech. Otto von Habsburg přeskupil Panevropskou unii jako celoevropské hnutí. Vedle francouzské, belgické a lucemburské sekce hrály na rozhraní železné opony stále důležitější roli Rakouské panevropské hnutí a německá Panevropská unie. Během studené války sdružení zaujalo útočný postoj proti socialistickým státům východního bloku a podporovalo místní opoziční hnutí. Vznikaly podzemní skupiny Panevropské unie, které v těchto zemích pracovaly na svržení socialistického systému. Například Panevropskou unii Čech a Moravy založil její pozdější prezident Rudolf Kučera ještě před sametovou revolucí.
Světovou pozornost vzbudil také Panevropský piknik u Šoproně, který 19. srpna 1989 pomáhala organizovat a který využilo 661 občanů NDR k emigraci přes maďarsko-rakouskou hranici. Piknik je považován za klíčový milník v událostech, které vedly ke konci NDR a sjednocení Německa. Patrony byli Otto von Habsburg a maďarský státní ministr a reformátor Imre Pozsgay. Plánovaný piknik chápali jako příležitost otestovat Gorbačovovu reakci na otevření hranic u železné opony.
Socialisté od 50. let 20. století kritizovali Panevropské hnutí jako pravicově konzervativní nebo jako pravicově radikální. Důvodem je konzervativní, křesťanský směr, jeho částečné silné monarchistické tendence, jakož i v jejím všeobecně negativním postoji vůči socialismu a komunismu.

### Panevropské hnutí dnes
Po zhroucení komunistických diktatur ve východní Evropě se hlavní pozornost zpočátku soustředila na legalizaci existujících podzemních skupin a zakládání nových venkovských organizací. Dnes je rozšiřování Evropské unie na východ středem pozornosti středoevropských vrcholných politiků, jako byl Václav Havel v Česku, Vitautas Landsbergis v Litvě a France Bučar ve Slovinsku podporují celoevropskou práci ve svých zemích. Panevropské organizace vznikly ve všech zemích střední a východní Evropy. V prosinci 1990 se v Praze v zemi bývalého východního bloku poprvé sešlo Mezinárodní valné shromáždění Panevropské unie. Unie aktivně podporovala rychlý vstup zemí střední a východní Evropy do Evropské unie, který začal 1. května 2004 vstupem Polska, Maďarska, České republiky, Slovenska, Estonska, Lotyšska, Litvy a Slovinska. Panevropská unie také aktivně vedla kampaň za přistoupení Rumunska a Bulharska, která se konala 1. ledna 2007.

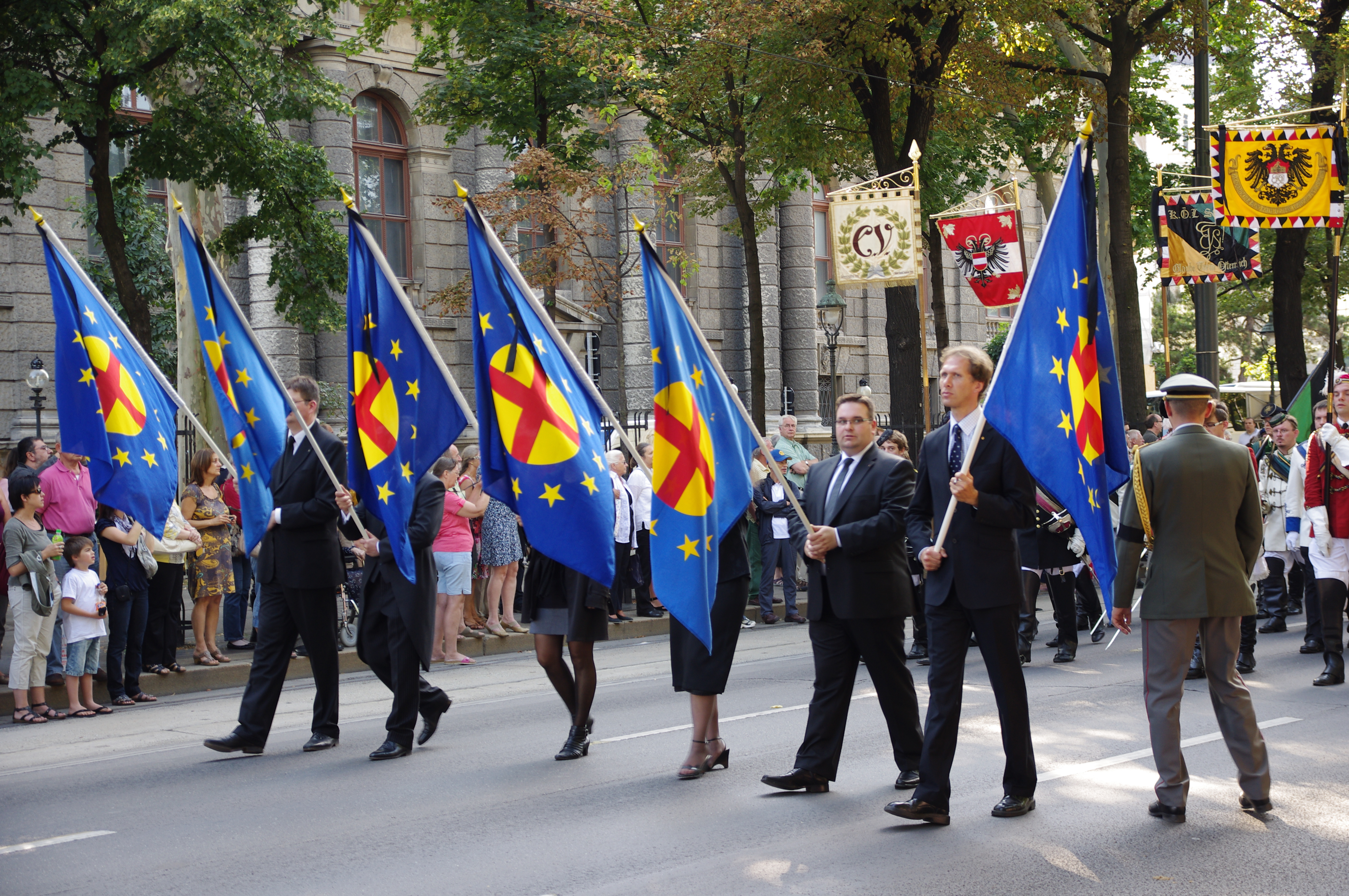
Procesí Panevropské unie na pohřbu jejího čestného prezidenta Otto von Habsburga

Předsedou sdružení byl do roku 2004 Otto von Habsburg, který byl poté mezinárodním čestným prezidentem až do své smrti v roce 2011. Mezinárodním prezidentem byl od roku 2004 prezident francouzské Panevropské unie Alain Terrenoire, který na tuto funkci rezignoval na konci roku 2024. Dne 14. února 2025 byl pak jako jeho nástupce zvolen bývalý chorvatský ministr vědy a školství a prezident Chorvatské Panevropské unie Pavo Barišić. Alain Terrenoire se stal mezinárodním čestným prezidentem.
Německým prezidentem je bývalý europoslanec CSU Bernd Posselt. Jeho předchůdci v úřadu byli Siegbert Alber, dlouholetý místopředseda Evropského parlamentu a pozdější generální advokát u Evropského soudního dvora, a bývalý bavorský premiér Alfons Goppel.
Na oslavu 90. výročí prvního Panevropského kongresu v roce 1926 se ve Vídni v říjnu 2016 konal mezinárodní Panevropský kongres o minulých a budoucích metodách a cestách evropského sjednocení, s projevy mimo jiné prezidenta Severní Makedonie Gjorge Ivanova, prezidenta Albánie Bujar Nishaniho, prezidenta Kosova Hashim Thaçim a Karla Habsbursko-Lotrinského.

## Známí členové
Panevropská unie uvádí následující historické členy:
- Konrad Adenauer
- Raymond Barre
- Léon Blum
- Aristide Briand
- Paul Claudel
- Benedetto Croce
- Albert Einstein
- Sigmund Freud
- Ortega y Gasset
- Charles de Gaulle
- Alfons Goppel
- Otto von Habsburg
- Gerhart Hauptmann
- Bronisław Huberman
- Bruno Kreisky
- Paul Löbe
- Salvador de Madariaga
- Heinrich Mann
- Thomas Mann
- Johan Ludwig Mowinckel
- Fridtjof Nansen
- Georges Pompidou
- Rainer Maria Rilke
- Arthur Schnitzler
- Kurt Schuschnigg
- Václav Schuster
- Franz Josef Strauß
- Richard Strauss
- Gustav Stresemann
- Paul Valéry
- Franz Werfel
- Stefan Zweig

## Program
V Bamberském programu z roku 1996 byly stanoveny nové politické cíle pro Evropu. Panevropská unie se v něm zasazuje za sjednocování Evropy na základě práv národnostních skupin a menšin stejně jako za právo na vlast. Taková Evropa má být podle ní nadále utvářena k „politické vnější i vnitřní jednotě se schopností jednat“ a „nebýt podřízena žádné jiné mocnosti“. Doporučuje „sebevědomé jednání Evropské unie v mezinárodní politice“ na základech vojensky jednotné Evropy, jež „na celém světě vystupuje na obranu svých zájmů a ideálů svobody a lidských práv“.
Dále Panevropská unie usiluje o Evropu postavenou na základech křesťanství a bojuje proti veškerým tendencím, které podkopávají „duchovní a morální sílu Evropy“, jako je nihilismus, ateismus a nemorální konzumerismus. Tyto konzervativní postoje se projevují i v definici rodiny coby přirozeného společenství, stejně jako odmítnutí interrupce, eutanazie a genetické manipulace.
Německá frakce „Paneuropa-Union“ má názorově blízko k bavorské politické straně Křesťansko-sociální unie Bavorska a k vyhnaneckým organizacím (Vertriebenenverband). Na rozdíl od některých jiných pravicově-konzervativních sdružení je odpůrcem nacionalismu, z čehož vyplývá, že chce zastupovat zájmy vysídlených lidí pokud možno v rámci evropského sjednocování.

## Prezidenti
| Pořadí | Obrázek | Jméno                              | Období    | Poznámky                                                                         |
| ------ | ------- | ---------------------------------- | --------- | -------------------------------------------------------------------------------- |
| 1.     |         | Richard Mikuláš Coudenhove-Kalergi | 1926–1972 | V roce 1926 zvolen prvním mezinárodním prezidentem                               |
| 2.     |         | Otto von Habsburg                  | 1972–2004 | Bývalý korunní princ Rakousko-Uherska, europoslanec za CSU                       |
| 3.     |         | Alain Terrenoire                   | 2004–2025 | Bývalý francouzský europoslanec                                                  |
| 4.     |         | Pavo Barišić                       | od 2025   | Bývalý chorvatský ministr vědy a školství, prezident Chorvatské Panevropské unie |

## Země působnosti
V roce 2025 Panevropská unie působila ve 30 zemích po celé Evropě.
- Albánie
- Andorra
- Belgie
- Bosna a Hercegovina
- Bulharsko
- Černá Hora
- Česko
- Estonsko
- Finsko
- Francie
- Chorvatsko
- Itálie
- Kosovo
- Lotyšsko
- Lucembursko
- Maďarsko
- Německo
- Polsko
- Portugalsko
- Rakousko
- Rumunsko
- San Marino
- Severní Makedonie
- Slovensko
- Slovinsko
- Srbsko
- Španělsko
- Švédsko
- Švýcarsko
- Ukrajina